# Association sportive féminine de Mahdia
L'Association sportive féminine de Mahdia (arabe : الجمعية الرياضية النسائية بالمهدية) ou ASFM est un club tunisien de handball féminin basé à Mahdia.

## Palmarès
- Coupe de Tunisie féminine (2) :
  - Vainqueur : 2005, 2014
- Championnat arabe des clubs champions féminin (0) :
  - Finaliste : 2022